# Prototype (фреймворк)
Prototype — JavaScript фреймворк, який спрощує роботу з Ajax і деякими іншими функціями. Незважаючи на його доступність у вигляді окремої бібліотеки, він зазвичай використовується програмістами поряд з Ruby on Rails, script.aculo.us і Rico.
Цей фреймворк підтримується такими браузерами: Internet Explorer (Windows) 6.0 +, Mozilla Firefox 1.5 +, Apple Safari 2.0.4 +, Google Chrome 1.0 + і Opera 9.25 +. Підтримка даних браузерів також означає, що фреймворк підтримується Camino, Konqueror, IceWeasel, Netscape 7+, SeaMonkey, та іншими, які належать цим же сімействам.

## Можливості
У Prototype присутні різні способи спрощення створення JavaScript застосунків - від скороченого виклику деяких функцій мови до складних методів звернення до XMLHttpRequest. 
Також Prototype підтримує класи та об'єкти, засновані на класах.  

## Приклади функціоналу

### Функція $()
Долар-функція $() дає доступ до DOM-елементу HTML сторінки за його ID.
Використовується як замінник document.getElementbyId із таким синтаксисом: 
document.getElementById('<id_of_element>'). 
Долар-функція зменшує код до такого: 
$('<id_of_element>')
Але на відміну від функції DOM, функції $() можна передавати більше одного аргументу й функція поверне масив об'єктів з усіма відповідними елементами:
```
const
 
ar
 
=
 
new
 
Array
(
'id_1'
,
 
'id_2'
,
 
'id_3'
);

for
 
(
let
 
i
=
0
;
 
i
<
ar
.
length
;
 
i
++
)

{

  
alert
(
ar
[
i
].
innerHTML
);

}

```

Наприклад, для вказання кольору тексту можна використовувати наступний код:
```
$
(
'<id_of_element>'
).
style
.
color
 
=
 
"#ffffff"
;

```

Або з використанням методи Prototype:
```
$
(
'<id_of_element>'
).
setStyle
({
color
:
 
'#ffffff'
});

```

Код для версій нижче 1.5:
```
Element
.
setStyle
(
'<id_of_element>'
,
 
{
color
:
 
"#ffffff"
});

```

### Функція $$()
Долар-долар-функція $$() приймає на вхід вираз у форматі селектору CSS та повертає масив з елементів DOM, що відповідають цьому селектору. 
Наприклад, при виконанні цього скрипту:
```
const
 
f
 
=
 
$$
(
'div#block .inp'
);

```

отримаємо масив, який містить усі елементи з класу inp, які перебувають у контейнері div з ідентифікатором id="block".
У версії 1.5.0 реалізація функції $$() в prototype.js не дуже ефективна. Якщо ви плануєте використовувати дану функцію часто в роботі з об'ємними й складними html-документами, можете розглянути інші вільні реалізації й просто замінити саму функцію.

### Функція $F()
Долар-F-функція $F() - подібна до долар-функції та повертає значення певного елемента HTML форми. Для текстового поля функція буде повертати дані, які містяться в елементі. Для елемента select функція поверне обране в теперішній момент значення.
```
$F
(
"id_of_input_element"
)

```

Зауваження: знак долара $ — нормальний дозволений символ для ідентифікаторів Javascript; він був спеціально доданий в мову одночасно з підтримкою регулярних виразів для можливості використання Perl-сумісних метасимволів, таких як $' і $'.

### Функція $A()
Функція $A() перетворить один аргумент, який вона отримує в об'єкт Array. Ця функція, у комбінації з розширеннями для класу Array, полегшує конвертування або копіювання будь-яких з перелічених списків в об'єкт Array. Один із варіантів використання полягає в тому, щоб перетворити DOM Nodelists у регулярні масиви, які можуть бути більш ефективно використані.

### Функція $H()
Функція $H() перетворює об'єкти в перечислені Хеш об'єкти, які схожі на асоціативний масив.
```
//Припустимо маєм масив:

var
 
hash
 
=
 
{
method
:
 
post
,
 
type
:
 
2
,
 
flag
:
 
t
};

//При використанні функції:

var
 
h
 
=
 
$H
(
hash
);

//Отримаємо:

alert
(
h
.
toQueryString
());

//method=post&type=2&flag=t

```

### Об'єкт Ajax
Об'єкт Ajax надає прості методи ініціалізації й роботи з функцією Xmlhttprequest, без необхідності підлаштовувати код під потрібний браузер. Існує два способи виклику об'єкта: Ajax.Request повертає XML висновок Ajax- Запиту, у той час як Ajax.Updater поміщає відповідь сервера в обрану галузь DOM.
Ajax.Request у прикладі нижче знаходить значення двох полів введення, запитує сторінку із сервера, використовуючи значення у вигляді Post- Запиту, а після завершення виконує користувацьку функцію
```
 
showResponse
()
:

var
 
val1
 
=
 
escape
(
$F
(
"name_of_id_1"
));

var
 
val2
 
=
 
escape
(
$F
(
"name_of_id_2"
));

var
 
url
 
=
 
"http://yourserver/path/server_script"
;

var
 
pars
 
=
 
{
value1
:
 
val1
,
 
value2
:
 
val2
};

var
 
myAjax
 
=
 
new
 
Ajax
.
Request
(

  
url
,

  
{

    
method
:
 
"post"
,

    
parameters
:
 
pars
,

    
onComplete
:
 
showResponse

   
});

```

### Об'єктно-орієнтоване програмування
Prototype також додає підтримку традиційнішого об'єктно-орієнтованого програмування.
Для створення нового класу використовується метод Class.create(). Класу привласнюється прототип prototype, який виступає як основа для кожного екземпляра класу. Старі класи можуть бути розширені новими за допомогою Object.extend.
// створення нового класу в стилі prototype 1.6
```
var
 
FirstClass
 
=
 
Class
.
create
({

  
// ініціалізація конструктора

  
initialize
:
 
function
 
()
 
{

      
this
.
data
 
=
 
"Hello World"
;

  
}

});

// створення нового класу в стилі prototype 1.5

var
 
DataWriter
 
=
 
Class
.
create
();

DataWriter
.
prototype
 
=
 
{

   
printData
:
 
function
 
()
 
{

      
document
.
write
(
this
.
data
);

   
}

};

Object
.
extend
(
DataWriter
,
 
FirstClass
);

```

1. ↑  Release 1.7.3 — 2015.